# Sug-Aksy
Sug-Aksy (russisch und tuwinisch Суг-Аксы́) ist ein Dorf (selo) in der Republik Tuwa in Russland mit 3184 Einwohnern (Stand 14. Oktober 2010).

## Geographie
Der Ort liegt etwa 220 km Luftlinie westlich der Republikhauptstadt Kysyl im Westen des Tuwinischen Beckens. Er befindet sich zwischen dem linken Ufer des Jenissei-Nebenflusses Chemtschik und dem rechten Ufer seines Zuflusses Ak-Sug, der dort mit mehreren Armen parallel fließt und etwa 10 km nordöstlich mündet.
Sug-Aksy ist Verwaltungszentrum des Koschuuns (Rajons) Sut-Cholski sowie Sitz und einzige Ortschaft der Landgemeinde (selskoje posselenije) Sug-Aksynski sumon.

## Geschichte
Das Gründungsjahr des Dorfes ist nicht bekannt; sein Name steht im Tuwinischen für „Sug-Mündung“, wobei der Flussname selbst, Ak Sug, „weißes“ oder „helles Wasser“ bedeutet. 1941 wurde es Verwaltungssitz eines neu gebildeten Koschuuns der damaligen Tuwinischen Volksrepublik, benannt nach dem 15 km nordwestlich gelegenen Bergsee Sut-Chol (tuwinisch Сүт Хөл, Süt Chöl für „Milchsee“). Nach dem Anschluss der Republik an die Sowjetunion 1944 blieb der Koschuun bis 1961 bestehen, als er aufgelöst und sein Territorium dem südlich benachbarten Barun-Chemtschikski rajon mit Sitz in der knapp 25 km südöstlich gelegenen Kleinstadt Tschadan angeschlossen wurde. Der Name des Dorfes war bereits in den 1940er-Jahren an den des Koschuuns angepasst worden, es hieß nun Sut-Chol. 1983 wurde der Koschuun wieder ausgegliedert, und 1991 erhielt das Dorf wieder seinen ursprünglichen Namen.

### Bevölkerungsentwicklung
| Jahr | Einwohner |
| ---- | --------- |
| 1959 | 2027      |
| 1989 | 3045      |
| 2002 | 3077      |
| 2010 | 3184      |

Anmerkung: Volkszählungsdaten

## Verkehr
Nach Sug-Aksy führt die Regionalstraße 93N-14, die etwa 20 km südöstlich bei Tschadan von der 93K-02 von Kysyl nach Ak-Dowurak (Teil der ehemaligen A162) abzweigt und den Chemtschik einige Kilometer flussaufwärts überquert.